# Maison de Mecklembourg
La maison de Mecklembourg est l'une des plus anciennes dynasties de l'Allemagne, fondée au XIIe siècle au temps où le Mecklembourg fut peuplé par les Abodrites, une fédération des tribus slaves païennes. La famille s'éteint en 2001 mais la succession est réclamée par Georges-Borwin de Mecklembourg, issue d'une branche morganatique non dynaste.

## Niklot Ier
Le plus ancien ascendant connu de la maison de Mecklembourg est Niklot Ier, prince des Obodrites des Chizzini et des Circipani, seigneur de Schwerin. Ses descendants devinrent princes de Mecklembourg en 1166, ducs de Mecklembourg en 1348, comtes de Schwerin en 1359, princes de Wenden en 1436, princes de Schwerin et de Ratzebourg en 1648.

## Pribislav Ier
Pribislav Ier, fils de Niklot Ier, se convertit au christianisme en 1167 et reçut le Mecklembourg des mains de Henri le Lion. En 1170, Pribislaw fut fait prince du Saint-Empire romain germanique.

## Formation de la maison de Mecklembourg
Lors de l'extension du Saint-Empire romain germanique vers l'Est, en particulier vers les côtes de la mer Baltique au XIIIe siècle, une partie des seigneurs des Obodrites s'allièrent à des chefs allemands. En conséquence, ils renforcèrent leurs territoires. Les plus puissants d'entre eux furent les seigneurs de Mecklembourg.
Henri Borwin Ier de Mecklembourg décéda en 1227, son petit-fils Nicolas Ier de Mecklembourg-Werle fonda la seconde branche de la maison de Mecklembourg (Mecklembourg-Werle). Cette seconde lignée donna naissance à plusieurs rameaux (Werle-Waren, Werle-Güstrow, Werle-Goldberg, Werle-Parchim, Werle-Penzlin, seule la lignée de Werle-Güstrow régna pendant plus d'un siècle (de 1316 à 1436).

## Origine du nom de Mecklembourg
Les Mecklembourg puisent l'origine de leur nom dans le château principal qu'ils possédaient : Mikla Burg (grande forteresse).

## La maison de Mecklembourg au XIIe, XIIIe, XIVe, XVe siècles
- Mecklembourg-Werle de 1227 à 1425, En 1436, la principauté de Werle échut au duc de Mecklembourg.
- Mecklembourg-Rostock de 1227 à 1314. En 1323, la principauté de Rostock échut au prince de Mecklembourg
- Mecklembourg-Parchim-Richenberg de 1227 à 1256. En 1256, la principauté de Parchim-Richenberg fut partagée entre Jean Ier de Mecklembourg et Nicolas Ier de Mecklembourg-Werle (frères de Pribislav Ier de Mecklembourg-Parchim-Richenberg).
- Mecklembourg-Stargard, en 1352, le Mecklembourg fut partagé entre Albert II de Mecklembourg et Jean Ier de Mecklembourg.

## Élévation au rang ducal
En 1347, la branche aînée de la maison de Mecklembourg représentée par Albert Ier de Mecklembourg, fut élevée au rang ducal par Charles IV du Saint-Empire, ils se germanisèrent afin de consolider leur position de ducs régnant.
En 1358, Albert Ier de Mecklembourg acheta le comté de Schwerin.
En 1436, Henri IV de Mecklembourg (Schwerin) hérita de la principauté de Wenden.
En 1436, la seconde branche de Mecklembourg s'éteignit, le margrave de Brandebourg revendiqua l'héritage, mais finalement il retira sa demande, en échange de cette renonciation, il reçut les droits de transmission entière en cas d'extinction de la maison de Mecklembourg (traité de Wittstock 1442).

## La maison de Mecklembourg auxXVeetXVIIIesiècles
Au cours des XVe et XVIIIe siècles, le duché de Mecklembourg fut à différentes reprises  divisé entre les héritiers de la maison ducale de Mecklembourg-Schwerin, de Mecklembourg-Güstrow, Mecklembourg-Grabow et Mecklembourg-Strelitz et devinrent des principautés.
Au XVIIIe siècle, la plupart des branches éteintes revinrent à la branche aînée de la maison de Mecklembourg, la lignée des Mecklembourg-Schwerin, puis les possessions furent partagées en deux États elles demeurèrent ainsi jusqu'au terme de la Première Guerre mondiale :
- Mecklembourg-Schwerin
- Mecklembourg-Strelitz
- Mecklembourg-Werle
- Mecklembourg-Güstrow

## Élévation au rang grand-ducal
Le congrès de Vienne éleva le duché de Mecklembourg-Strelitz et le duché de Mecklembourg-Schwerin au rang de grands-duchés.

## Les grands duchés aux dix-neuvième et vingtième siècles
En 1917, la lignée des Meklembourg-Strelitz s'éteignit, Frédéric-François IV de Mecklembourg-Schwerin devint le régent de cette principauté. Une branche collatérale russe revendiqua l'héritage du duché de Mecklembourg-Strelitz, en 1918, Frédéric François IV fut déposé cette succession ne fut donc pas résolue.
La branche de Mecklembourg-Schwerin s'éteignit en 2001 avec le grand-duc titulaire Frédéric François V de Mecklembourg-Schwerin.
Le seul héritier des Mecklembourg fut le duc Charles-Michel de Mecklembourg-Strelitz, celui-ci servait dans l'armée impériale russe. En 1914, Charles-Michel de Mecklembourg-Strelitz renonça à ses droits de succession à la couronne ducale de Mecklembourg-Strelitz. L'unique survivant et successeur de la lignée masculine était le duc Georges Alexandrovitch Carlow fils morganatique de Georges-Alexandre de Mecklembourg-Strelitz (1859-1909) et de Nathalie Vanljarskaya, comtesse de Carlow. Ainsi en 1917 et 2001, les deux branches de Mecklembourg se sont éteintes.
Après le décès de son oncle Adolphe-Frédéric VI de Mecklembourg-Strelitz en 1918, du décès de Christian de Mecklembourg-Schwerin en 1996, le grand-duc Frédéric François V de Mecklembourg-Schwerin fut confirmé comme héritier de la lignée des Mecklembourg concernant les deux duchés.
En 1928, Georges-Alexandrovitch, comte von Carlow fut adopté par son oncle Charles-Michel de Mecklembourg-Strelitz et devint le duc Georges-Alexandre de Mecklembourg (1899-1962). Son fils, le duc Georges Borwin réclame l'héritage des deux duchés depuis le décès de Frédéric-François V de Mecklembourg survenu en 2001.

## Princes des Obodrites
- Niklot : 1131 à 1160
- Pribislav Ier : 1167 à 1178
- Wertislav : à 1164

## Princes du pays des Obodrites
- Henri Borwin Ier de Mecklembourg :  1178 à 1227
- Nicolas Ier :  1183 à 1200, prince de Rostock
- Henri II Borwin de Mecklembourg :  1219 à 1226, prince de Rostock
- Nicolas III de Mecklembourg :

## Princes de Mecklembourg
- Jean Ier de Mecklembourg : 1227 à 1264
- Henri Ier de Mecklembourg : 1264 à 1271 puis 1298 à 1302
- Albert Ier de Mecklembourg : 1264 à 1265
- Nicolas III : 1264 à 1289  (régence)
- Jean II : 1264 à 1299  (régence)
- Jean III : 1287 à 1289
- Henri II : 1287 à 1329
- Albert II : 1329 à 1348, puis duc de Mecklembourg